# 高知放送
33°33′32.2″N 133°32′4.9″E / 33.558944°N 133.534694°E
株式会社高知放送（日语：／ Kōchi Hōsō */?），通稱高知放送，是日本的一家以高知縣為播出地區的商業廣播電台及電視台。公司簡稱RKC，取自於公司舊名「高知電台」（ラジオ高知，Radio Kochi Company）。高知放送的電視部門屬于日本電視台聯播網（NNN·NNS），廣播部門屬于JRN和NRN聯播網。廣播服務開始于1953年9月1日，識別呼號是JOZR。電視服務開始於1959年4月1日，識別呼號是JOZR-DTV，遙控器號碼是4頻道。

## 資本構成
下表列出2021年3月31日時高知放送的主要股東:442：
| 資本金        | 發行股份總數 | 股東數 |
| ------------- | ------------ | ------ |
| 2億2000萬日元 | 440,000股    | 176    |

| 股東             | 持股數    | 比例   |
| ---------------- | --------- | ------ |
| 高新販賣傳單社   | 103,300股 | 23.47% |
| 日本電視台       | 044,000股 | 10.00% |
| 高知新聞社       | 033,700股 | 07.65% |
| 高知銀行         | 022,000股 | 05.00% |
| 四國銀行         | 022,000股 | 05.00% |
| 淀川製鋼所       | 021,400股 | 04.86% |
| 高知縣           | 020,000股 | 04.54% |
| 高知新聞綜合印刷 | 018,000股 | 04.09% |
| 高新急送         | 017,000股 | 03.86% |

## 歷史

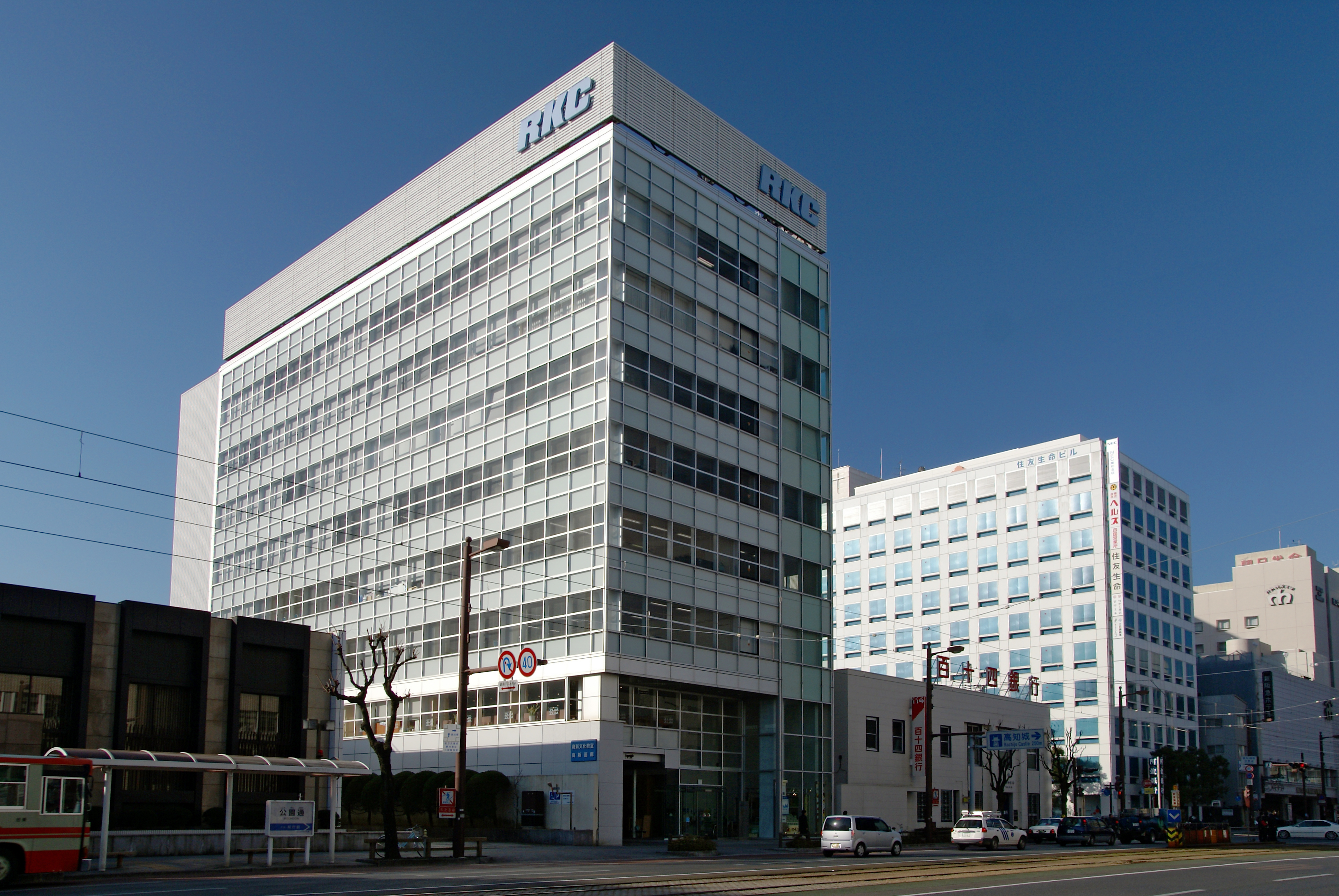
位於總部對面的高知放送南館

1947年10月6日，GHQ修正之前的拒絕商業廣播的態度，轉為開放NHK與商業廣播並存:4。此後「電波三法」（《電波法》、《放送法》、《電波監理委員會設置法》）在1950年6月1日實施，為商業廣播在日本的創立創造條件:5。當時日本各地申請開設商業廣播的業者多和當地的報社有關，高知縣亦不例外:6。1952年10月30日，高知新聞社牽頭舉辦高知電台發起人會，高知新聞出資比例超過30%:21-22。高知電台最初的總部所在地亦位於高知新聞社總部西北角的空地，是一座二層建築:21。翌年8月1日，高知電台獲得預備執照:25。8月29日，高知電台開始進行試播:27。
1953年9月1日早晨5時30分，高知電台正式開播，成為日本第20家商業廣播企業:27。開播後的第一年，高知電台收入有4,660萬日元，支出有6,217萬日元，虧損1,557萬日元:71。1954年8月3日，高知電台工會成立:75。由於提出的加薪要求未能得到滿足，高知電台工會在翌年7月2日發起24小時罷工，導致大量節目停播，是日本商業廣播業界第一次罷工。最後這次罷工以資方部分接受工會要求而收場:79-81。此後在1961年11月30日，高知電台工會亦進行過罷工:121。1956年，高知電台首次實現股票分紅:89。
郵政省在1957年發布的電視頻道分配計劃中，高知縣獲分配到兩個頻道。當時高知縣有高知電台和高知電視台（日语：高知テレビ放送，並非現在的高知電視台）兩家公司申請:92。在政府的調整下，高知電視台在同年10月同意撤回申請，並加入高知電台陣營；高知電台則在10月22日獲得預備執照:95。為滿足播出電視所需的硬件條件，高知電台在1958年對總部進行擴建，從二層擴建至六層:101。1959年3月2日，高知電台發射電視試驗電波。3月19日，高知電台獲得正式的電視播出執照。一周後的3月26日，高知電台開始試播電視節目:103。高知電台在1959年4月1日早晨9時30分正式開始播出電視節目:105。由於當時四國其它商業電視台均為日本電視台聯播網成員且商業電視微波網僅能容納一個聯播網，高知電台的電視部門在開播後加入了日本電視台聯播網:252。
隨著電視機的普及和日本經濟的發展，高知電台的電視部分收入亦快速增加，而廣播部門則陷入停滯:117。高知電台的廣播部門廣告收入在1959年首次出現減少:203。1962年1月1日，高知電台將公司名稱變更為高知放送，標誌進入以電視為主的時代:122。在開播10週年的1963年11月，高知電台主辦了維也納少年合唱團高知公演:120。同年10月1日，高知放送的新總部「高知新聞放送會館」舉辦動工儀式。這座建築地上有八層，地下有三層，在1966年竣工一期工程，1972年竣工二期工程:156-157。這一年年底，高知縣的電視契約超過10萬戶，普及率達47.6%:575。高知放送在1964年成立了子公司RKC製作（RKCプロダクション），進一步拓展映像製作業務:430。1965年5月，高知放送的電台部門加入JRN和NRN:207。另一方面，高知放送的勞資關係長期緊張。1966年5月20日開始，高知放送工會曾發動長達85日的停工:365-369。此後高知放送的勞資雙方長期陷入嚴重對立，直到1981年3月才實現和解:372-377。
高知電台電視部門在開播時，基層員工就有希望以同樣有電台部門的東京放送為核心局的呼聲，但因物理條件的限制而加入日本電視台聯播網:256。1966年，高知放送正式加盟NNN:279。在高知縣第二家商業電視台高知電視台開播前夕的1969年，由於預計新台將加入富士電視台的聯播網，高知放送決定在晨間播出TBS的新聞以強化和TBS的關係。1970年1月，高知放送曾向TBS要求加入TBS的聯播網，但被TBS拒絕:258。此舉被日本電視台得知後，高知放送和日本電視台的關係嚴重惡化:258-259。
同樣在1970年，高知縣的第二家商業電視台高知電視台開播，導致高知縣內電視業競爭加劇，高知放送的電視部門收入首次出現減少:344。但因日本經濟當時的好景氣，高知放送的廣告收入很快就恢復了快速增長:345。1977年，高知放送開始在業務中使用電腦，使得業務效率有飛躍提高:347-351。高知放送亦積極參與在地貢獻。自1972年開始開始，高知放送每年舉辦「故鄉祭」（ふるさとまつり）活動，成為高知縣具代表性的大型活動之一:392-393。
高知放送自2006年10月1日開始播出數位電視訊號，並在2011年7月24日停止播出類比電視。高知放送在2020年4月開始修建新總部，並在2021年9月竣工。2022年3月28日，開始從新總部播出節目。

## 廣播部門
高知電台在開播之初以女性向節目為主:35，並著重強化本地資訊，每日播出18次新聞:36。隨著經營狀況的改善，高知電台的自製節目比例亦逐漸提高:85。1967年9月，高知放送電台開始播出大型資訊節目《Home Hour》（ホームアワー），以適應電視時代的聽眾需求變化:209。該節目的收聽率在播出一年後達到25%:215。
現在高知放送電台最主要的帶狀節目是在平日午後播出的《笑jio》。在週一至週四的夜間23時時段，高知放送電台亦播出自製節目。

## 電視部門
高知電台的電視部門在開播之初播出《RKC電視音樂廳》（RKCテレビホール）等自製節目:262。而高知放送第一個在黃金時段播出的自製節目是紀錄片節目《見證土佐》（目で見る土佐）:262-266。在開播20週年的1973年，高知放送製作了紀念節目《日本最後的河川·四萬十川》:269。從1961年開始，高知放送開始製作學校教育節目，製作時間超過10年:271-276。
高知放送自1962年開始播出由主播出鏡的新聞節目。當時日本的電視新聞節目內容大多僅由字幕和影片構成，高知放送的這一嘗試在地方電視台開創先河:278。自1979年4月開始播出的《電視報告RKC6時》是高知放送第一個大型自製帶狀新聞節目:286-287。現在高知放送電視台主要的大型自製節目有在週一至週五午後播出的資訊節目《Eye+Super》，以及在週一至週五傍晚播出的新聞節目《高知eye》。

## 外部連結
- RKC高知放送 （页面存档备份，存于）
  - 電視 （页面存档备份，存于）
  - 廣播 （页面存档备份，存于）
  - RKC高知放送的X（前Twitter）
  - RKC 高知放送的Facebook專頁
  - YouTube上的RKC高知放送頻道